# اده (مجارستان)
اِدِه (به مجاری: Edde) یک استان در مجارستان است که در ناحیه کاپوشوار واقع شده‌است. اده ۸٫۵۱ کیلومتر مربع مساحت و ۲۳۹ نفر جمعیت دارد.